# The Bank (película de 1915)
The Bank (Charlot en el banco, Charlot, banquero, Charlot y los atracadores o Charlot, ordenanza de banco) es un mediometraje estadounidense con dirección de Charles Chaplin y actuación suya, de Edna Purviance y de Charles Inslee. Fue estrenado el 9 de agosto de 1915.

## Sinopsis
Charlot está encargado del cuidado de las oficinas. Limpia todo y contra todos y ama a la inaccesible secretaria. Hay en el ardor con que limpia y ama una suerte de heroísmo. Un sueño le permite ser el héroe que evite un robo en el banco y recibir la admiración y el halago, pero es solo eso.

## Reparto
- Charles Chaplin: un portero.
- Edna Purviance: la secretaria.
- Carl Stockdale:[2] un cajero.
- Charles Inslee:[1] otro cajero.
- Leo White: un empleado.
- Billy Armstrong: otro portero.
- Fred Goodwins:[3] el cajero calvo / el ladrón del banco con sombrero hongo.
- John Rand:[4] ladrón del banco / vendedor.
- Lloyd Bacon: ladrón del banco.
- Frank J. Coleman:[5] ladrón del banco.
- Paddy McGuire: el cajero de blanco.
- Wesley Ruggles: un cliente del banco.
- Carrie Clark Ward: otro cliente del banco.
- Lawrence A. Bowes:[6] vendedor.

## Crítica
Es una de las mejores películas de la etapa de Chaplin en los estudios Essanay. La película abunda en trazos característicos del perfil del personaje: ingenuidad, necesidad de amor, credulidad, desventuras, balanceadas con sus volteretas. Muchos hallazgos: la caja fuerte sirviendo para guardar las escobas, la carta a expedir, enviada en pedazos, la estampilla humedecida sobre la lengua de un vecino y muchas más. Hay también emoción. Esa apremiante aspiración del hombre despreciado hacia la felicidad que él siente que se merece. Y además de ello lo burlesco llevado hasta el límite. Toda la gama de la comedia, de la farsa, se encuentran aquí exploradas mostrando el genio de Chaplin.